# Zabara, Rojîșce
Zabara (în ucraineană Забара) este un sat în comuna Perespa din raionul Rojîșce, regiunea Volînia, Ucraina.

## Demografie
Componența lingvistică a localității Zabara
     Ucraineană (100%)
Conform recensământului din 2001, toată populația localității Zabara era vorbitoare de ucraineană (100%).